# Henry Thomas (rugby à XV)
Pour les articles homonymes, voir Henry Thomas (homonymie) et Thomas.

a Compétitions nationales et continentales officielles uniquement.

b Matchs officiels uniquement.
Dernière mise à jour le 1 novembre 2024.
Henry Thomas, né le 30 octobre 1991 à Londres (Angleterre), est un joueur international anglais puis gallois de rugby à XV qui joue au poste de pilier droit aux Scarlets depuis 2024.
Il remporte le Championnat de France avec Montpellier en 2022.

## Biographie

### Carrière en club
Durant la saison 2010-2011, Henry Thomas a commencé en tant que capitaine des Sale Jets, équipe de jeune des Sale Sharks. Poursuivant ses bonnes performances pour les Jets, en octobre, il a progressé en équipe senior, apparaissant à 14 reprises en championnat d'Angleterre de rugby à XV lors de cette saison. En juin 2012, Henry Thomas a été appelé avec les England Saxons, sorte de réserve de l'l'équipe d'Angleterre, avec d'autres des Sale Sharks comme Rob Miller et James Gaskell.
Durant cette saison, Henry Thomas fit une grande saison, permettant à Sale de se maintenir au premier plan et lui permettant également d'atteindre la finale de Coupe d'Angleterre en 2013.
Il rejoint Bath Rugby en 2014. Avec ce club, il est vice-champion du Championnat d'Angleterre de rugby à XV en 2015 puis finaliste de la Coupe anglo-galloise de rugby à XV en 2018.
Lors de l'intersaison 2021, il rejoint le club français du Montpellier HR en Top 14 pour un contrat de deux saisons.
Durant la saison 2021-2022, son club termine à la deuxième place de la phase régulière et se qualifie donc pour les phases finales. Lors de la demi-finale, il est remplaçant et entre en jeu à la place de Mohamed Haouas. Le MHR et bat l'Union Bordeaux Bègles, se qualifiant ainsi pour la finale. Le 24 juin 2022, il est de nouveau remplaçant lors de la finale du Top 14 face au Castres olympique. Il remplace une nouvelle fois Haouas et les siens s'imposent sur le score de 29 à 10,. Il remporte ainsi le premier titre de sa carrière. Cette saison 2021-2022, il joue 23 matchs toutes compétitions confondues et marque un essai.
Libre en juin 2023, il prolonge finalement avec les MHR pour quelques mois supplémentaires en octobre 2023, en tant que joker médical.
En janvier 2024, à la fin de son contrat avec Montpellier, il est recruté par le Castres olympique pour le restant de la saison en cours, afin de compenser la blessure du pilier canadien Matt Tierney et la mise à pied disciplinaire de Wilfrid Hounkpatin.
Henry Thomas s'engage ensuite avec le club gallois des Scarlets à partir de la saison 2024-2025.

### Carrière internationale
En juin 2011, il a participé au championnat du monde junior de rugby à XV 2011 où il a marqué un essai contre l'Irlande.
Le 27 janvier, il a été signalé que Henry avait été choisi pour l'Angleterre en 2013 des Six Nations en remplacement Alex Corbisiero à cause de ses blessures, mais il n'a pas joué.
Il est ensuite sélectionné dans le groupe des joueurs qui se rendent en tournée en Argentine en 2013, tournée où il obtient ses deux premières capes contre l'Argentine, rencontres qu'il dispute en sortant du banc.
En mai 2023, il est sélectionné pour la première fois en équipe du pays de Galles par Warren Gatland, dans un groupe de 54 joueurs pour préparer la Coupe du monde 2023. Il profite de l'assouplissement des règles d’éligibilité pour un joueur international. En effet, après plus de trois ans sans sélection, il peut désormais représenter le pays de Galles puisque son père est né à Swansea. Il est ensuite conservé dans un groupe plus restreint de 42 joueurs, annoncé fin juin 2023. Il connaît sa première cape le 4 août 2023, lors d'un match amical face à l'Angleterre, lorsqu'il entre en jeu à trente minutes de la fin du match à la place de Keiron Assiratti. Il devient alors le premier international gallois à avoir joué pour l'Angleterre précédemment. Puis, il est sélectionné dans le groupe de 33 joueurs pour participer au Mondial.

## Palmarès

### En club
- Sale Sharks
  - Finaliste de la Coupe anglo-galloise en 2013

- Bath Rugby
  - Finaliste du Championnat d'Angleterre en 2015
  - Finaliste de la Coupe anglo-galloise en 2017

- Montpellier HR
  - Vainqueur du Championnat de France en 2022

### En sélection nationale
- Angleterre -20
  - Vainqueur du Tournoi des Six Nations des moins de 20 ans en 2011
  - Finaliste du Championnat du monde junior en 2011